# Brzeźno (powiat świecki)
Brzeźno – (niem. Briesen, 1942–1945 Briesenfeld) wieś w Polsce, położona w województwie kujawsko-pomorskim, w powiecie świeckim, w gminie Pruszcz. Według spisu powszechnego z 31 marca 2011 roku wieś liczyła 236 mieszkańców. 
W latach 1975–1998 miejscowość należała administracyjnie do województwa bydgoskiego.
Na terenie wsi zlokalizowane są dwa nieczynne cmentarze ewangelickie.

## Pomniki przyrody
W parku wiejskim rosną 2 dęby szypułkowe o obwodach 330 i 370 cm, uznane w 1993 roku za pomniki przyrody.
W 2018 roku został pozbawiony ochrony rosnący w parku wiejskim klon jesionolistny o obwodzie 274 cm (przy powołaniu).